# Кокпекті (Каратальський район)
Кокпекті́ (каз. Көкпекті) — село в Казахстані, в Каратальському районі Жетисуської області. Адміністративний центр Айтубійського сільського округу.
До 2007 року село називалось 1 Мая.
Населення — 713 осіб (2021; 520 у 2009, 770 у 1999, 970 у 1989).